# Dan O'Herlihy
Dan O'Herlihy (født 1. maj 1919, død 17. februar 2005) var en irsk-amerikask skuespiller.

## Filmografi i udvalg
- RoboCop (1987)
- The Dead (1987)
- Halloween III (1982)
- Fejl-sikker (1964)
- Macbeth (1948)